# Museu Casa do Sertão
Museu Casa do Sertão é um museu localizado dentro do campus da Universidade Estadual de Feira de Santana (UEFS), ao qual pertence, e inaugurado em 30 de junho de 1978; foi construído pelo Lions Clube de Feira de Santana e posteriormente doado à Universidade.
Composto por um acervo bibliográfico, memorial e histórico, incentiva a realização do resgate da cultura da microrregião do município de Feira de Santana, no estado brasileiro da Bahia.

## Estrutura e serviços
Parte integrante do Centro de Estudos Feirenses (CENEF), entidade responsável pelos estudos da história do município de Feira de Santana.
De 1995 a 1996, o museu sofreu uma ampla reforma, multiplicando por três a sua área construída, que passou de 212,72 metros quadrados para 708,46 metros quadrados.
O Museu possui um acervo iconográfico, com 1.169 peças em couro, cerâmica, metal, madeira, fibras e matrizes de xilogravuras.
Durante a Pandemia de Covid-19, em 2020, o espaço passou a realizar sua atividade de "contação de histórias" do programa "Sexta Divertida" no meio virtual.

## Pavimentos
- Sala do Artesanato (Acervo Iconográfico)
- Sala Eurico Alves Boaventura (Acervo do Couro)
- Sala Dival da Silva Pitombo (Exposições Temporárias)
- Sala da Administração
- Centro de Estudos Feirenses
- Núcleo de Literatura de Cordel (em implantação)
- Biblioteca Setorial
- Reserva Técnica
- Pavilhão Anexo (peças de grande porte)